# La forma del agua (novela)
La forma del agua (en inglés: The Shape of Water) es una novela romántica de género fantástico escrita por Guillermo del Toro y Daniel Kraus publicada en 2018.

## Sinopsis
La forma del agua es una novela que mezcla el género romántico con la fantasía, dicha novela transcurre en plena Guerra Fría en la ciudad de Baltimore, en un centro de investigación aeroespacial llamado Occam, al cuál ha llegado una especie de hombre anfibio que fue atrapado en el Amazonas, una de las mujeres de la limpieza de Occam llamada Elisa, la cual es muda y se comunica con la criatura mediante el lenguaje de signos. Elisa, la protagonista se entera de los planes que tienen los estadounidenses para la criatura y comienza la trama de la historia.